# All My Love (canción de Led Zeppelin)
«All My Love» es una canción de la banda de rock inglesa Led Zeppelin de su último álbum de estudio, In Through the Out Door, lanzado en 1979. Escrita por Robert Plant y John Paul Jones, es una canción suave con un ritmo lento de rock, con un solo de sintetizador realizado por Jones y la letra de Plant. John Bonham estaba trabajando en la parte rítmica de All My Love y estaba complicado porque no lograba hacer que sonara fluida; él quería que sonara natural y espontánea, como que el ritmo se balanceara acompañando la voz de Robert Plant, entonces Steve Lukather -guitarrista de Toto- le dijo “hey John, ¿por qué no le pides a Jeffrey, -Jeff Porcaro baterista de la misma banda- que te eche una mano? él es muy bueno para capturar la esencia de las canciones” y él me dijo “en serio, ¿y tu crees que quiera ayudarme?” “¡Por supuesto!” le dijo Lukather y así John y Jeffrey se juntaron a trabajar la parte rítmica de “All of my love”, el último gran clásico de Led Zeppelin y mucho de lo que se escucha en esa canción tiene el sello de Jeff Porcaro.[referencias]
Plant escribió la canción como un homenaje a su hijo, Karac, quien murió a causa de una infección estomacal en 1977 a la edad de cinco años. Él hizo todas las voces en una sola toma, y los cambios de tono en el último estribillo.

## Descripción general
Un outtake de estudio extendido de «All My Love» existe, de 7:02 minutos. Tiene un final completo, con una ampliación de Plant en el último verso y un solo-B de guitarra realizado por Page. Esta versión está disponible en una serie de grabaciones piratas de Led Zeppelin. El título original de la composición era "The Hook".
La canción fue interpretada en vivo en la gira de conciertos de Led Zeppelin en Europa, 1980. Fue una de las actuaciones mejor recibidas de la gira. «All My Love» también se incluye en las compilaciones de Led Zeppelin: Early Days, Latter Days, Remasters y Mothership.
- «All My Love» es una de dos canciones de todas las de Led Zeppelin en las que Page no tomó parte en la escritura (la otra es "South Bound Saurez", también de In Through the Out Door).

## Personal
- Robert Plant - voz
- Jimmy Page - guitarras
- John Paul Jones - bajo, teclados
- John Bonham - batería